# Рохманов (село)
Рохманов (укр. Рохманів) — село в Шумской городской общине Кременецкого района Тернопольской области Украины.
До 2020 года входило в Шумский район.
Население по переписи 2001 года составляло 769 человек. Почтовый индекс — 47105. Телефонный код — 3558.